# Kendua
Kendua (en bengali : কেন্দুয়া) est une upazila du Bangladesh dans le district de Netrokona. En 1991, on y dénombrait 265 628 habitants.